# 105-mm-Howitzer M2, M2A1, M101 und M101A1
Die 105-mm-Howitzer M2A1 on Carriage M2 oder auch M101A1 ist eine leichte 105-mm-Haubitze, deren Entwicklung für die US Army nach dem Ersten Weltkrieg begann und die erst nach Beginn des Zweiten Weltkriegs bei den amerikanischen Streitkräften eingeführt wurde.

## Entwicklung
Während des Ersten Weltkrieges wurde Colonel Charles P. Summerall vom US Secretary of War, Newton Baker, im Jahr 1916 nach Europa entsendet, um Informationen über die Ausrüstung der europäischen Streitkräfte zu sammeln und für künftige Entwicklungen bereitzustellen. In seinem Bericht wurde vermerkt, dass in künftiger Zeit das Kaliber 105 mm das bisherige Kaliber 75 mm bzw. 3 inch ablösen sollte. Nach dem Kriegsende studierte man im US-amerikanischen Ordnance Department verschiedene, erbeutete deutsche Geschütze im Kaliber 105 mm. Die Erkenntnisse flossen in die Entwicklung einer neuen 105-mm Haubitze für die eigenen Streitkräfte  gemäß den Anforderungen des „Westervelt Board“ ein. Ein erster Entwurf der neuen Haubitze, 105-mm-Howitzer M1920 on Carriage M1920E, wurde in vier Prototypen mit geringfügigen Unterschieden umgesetzt. Alle hatten ein 22-Kaliber-Rohr mit einem horizontalen Keilverschluss und eine Spreizlafette, die 80° Erhöhung und 30° Seitenrichten erlaubte. Zusätzlich wurde später eine konservative Kastenlafette, die M1921E mit 51° Erhöhung und 8° Seitenrichtbereich getestet. Die zuständige Kommission, das Field Artillery Board (FAB), befand alle Lafetten als zu schwer, da man eine Haubitze für den Pferde-bespannten Zug suchte. Ein überarbeiteter Entwurf der Kastenlafette, die Carriage M1925E, folgte der Kritik des FAB. Doch inzwischen hatte das Rock Island Arsenal selbstständig die Howitzer T2 on Carriage T2 entwickelt. Die Spreizlafette T2 beeindruckte das FAB und wurde als Carriage M1, das gesamte Geschütz als 105-mm-Howitzer M1 on Carriage M1, im Januar 1928 eingeführt.
Das Geschütz verschoss ein 33lb(15 kg)-Geschoss und konnte mit 7 Ladungen bis zu 11.000 m weit feuern.
Man hatte geplant, alle 75-mm-Haubitzen der Infanteriedivisionen und unabhängigen Feldartillerie-Regimenter durch das neue Geschütz zu ersetzen, doch fehlten die nötigen finanziellen Mittel, um dieses Vorhaben umzusetzen. Ein zwischenzeitlicher Plan für eine begrenzte Einführung in drei Regimentern kam 1925 auf. Doch im Jahr 1929 wurde die Neuausrüstung vollständig aufgegeben. So waren letztlich bis 1933 nur 14 105-mm-Howitzer M1 produziert worden.
Zu Beginn der 1930er kamen bei der US Army neue Überlegungen zur Mechanisierung der Artillerie auf. Man plante bereits das Geschütz 1933 entsprechend für den Kraftzug (Lkw) zu überarbeiten. Doch erst 1936 begann die Entwicklung in dieser Richtung. Zwischenzeitliche neue Entwicklungen im Bereich der Munition führten zu einer semi-festen Patronenmunition, bei der es möglich war der Kartusche Teilladungen zu entnehmen, es wurden allerdings immer vollständige Patronen verschossen. Im Jahr 1933 wurde beschlossen, dass die Schrapnell-Patronen immer als feste Patronen verschossen wurden, hierdurch waren Änderungen an der Patronenkammer nötig, welche letztlich im April zum Modell 105-mm-Howitzer M2 on Carriage M1 führten. Die Entscheidung wurde ein Jahr später wieder zurückgenommen, da die Schrapnellmunition nicht mehr als die wichtigste Munition klassifiziert wurde.
Währenddessen lief von 1936 bis 1939 die Entwicklung der neuen Lafette für den Kraftzug. Es entstanden die Modelle T3, T4 und T5, wobei letzteres im Februar 1940 als Carriage M2 akzeptiert und eingeführt wurde. Bis zur Einführung der Carriage M2 waren 1939 von der 105-mm-Howitzer M2 on Carriage M1 nur 48 Stück produziert.
Für die Anpassung an die neue Unterlafette waren noch ein paar Änderungen am Geschütz erforderlich, so wurde der Verschlussring am Rohr der 105-mm-Kanone M2 überarbeitet. Im März 1940, noch bevor eine große Serienproduktion begann, entstand so die 105-mm-Howitzer M2A1 on Carriage M2.

## Technische Beschreibung
Die 105-mm-Howitzer M1 besteht aus zwei Hauptkomponenten – dem Geschützrohr mit dem Verschluss und der Visiereinrichtung sowie der Lafette. Sie verfügte über eine hydropneumatische Rohrbremse, die den Rückstoß des Geschützes dämpfte und einen Rohrvorholer. Die Holme der Spreizlafette endeten in Erdspornen. Sie waren zusammenklappbar zur Deichsel.
Das um 23° nach links und rechts seitenrichtbare Geschütz wird von hinten geladen. Der Höhenrichtbereich reicht von −4,5° bis +66°. Zur Bedienung sind drei bis vier Mann erforderlich. Gezogen wird die M101 zumeist von mittleren Lastwagen, sie war aber auch luftverladbar und wurde im Vietnamkrieg zumeist durch CH-47 Chinook oder CH-21 Shawnee Helikopter als Schlinglast transportiert.

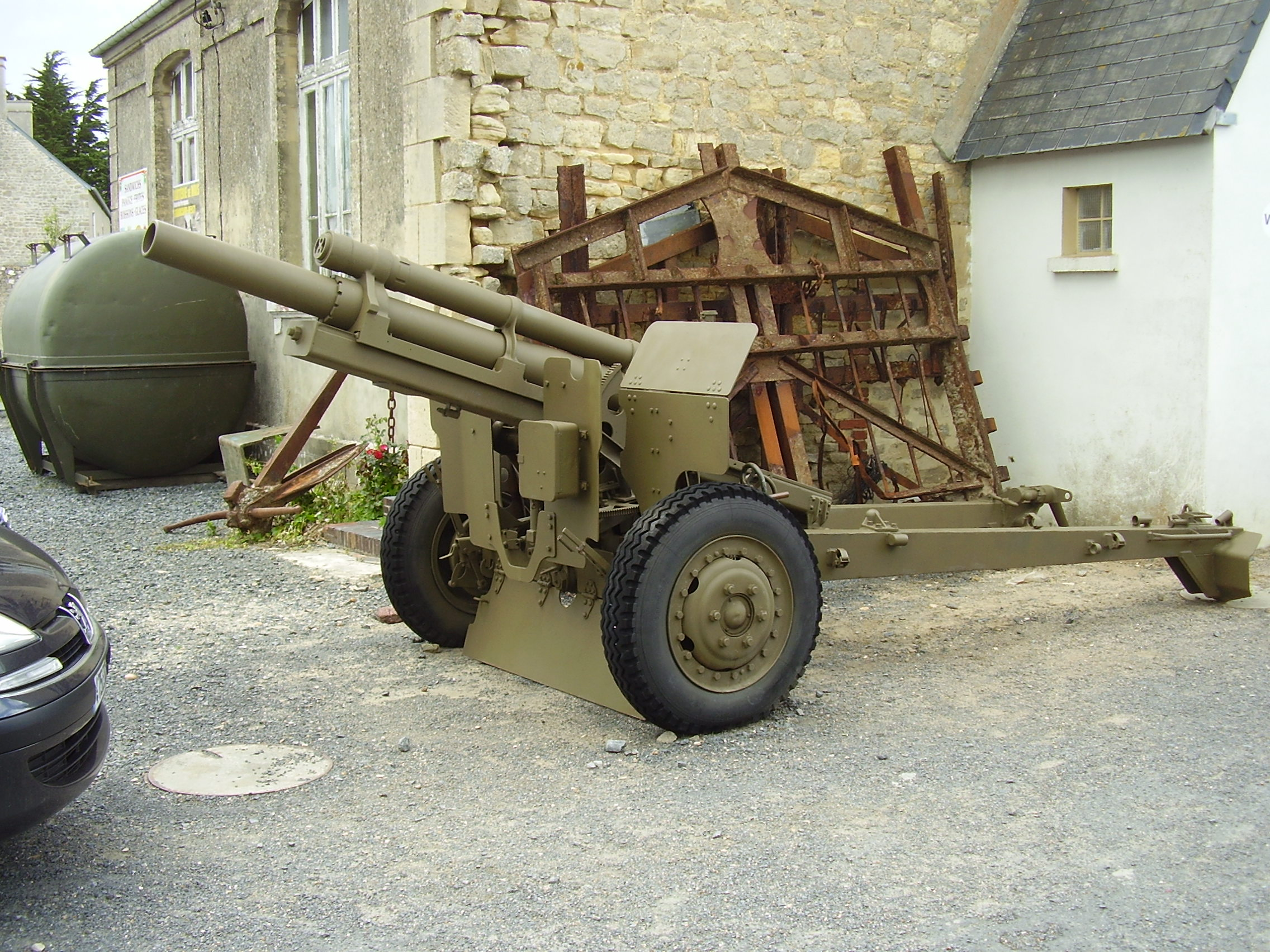
M2A1 im D-Day Museum 2008
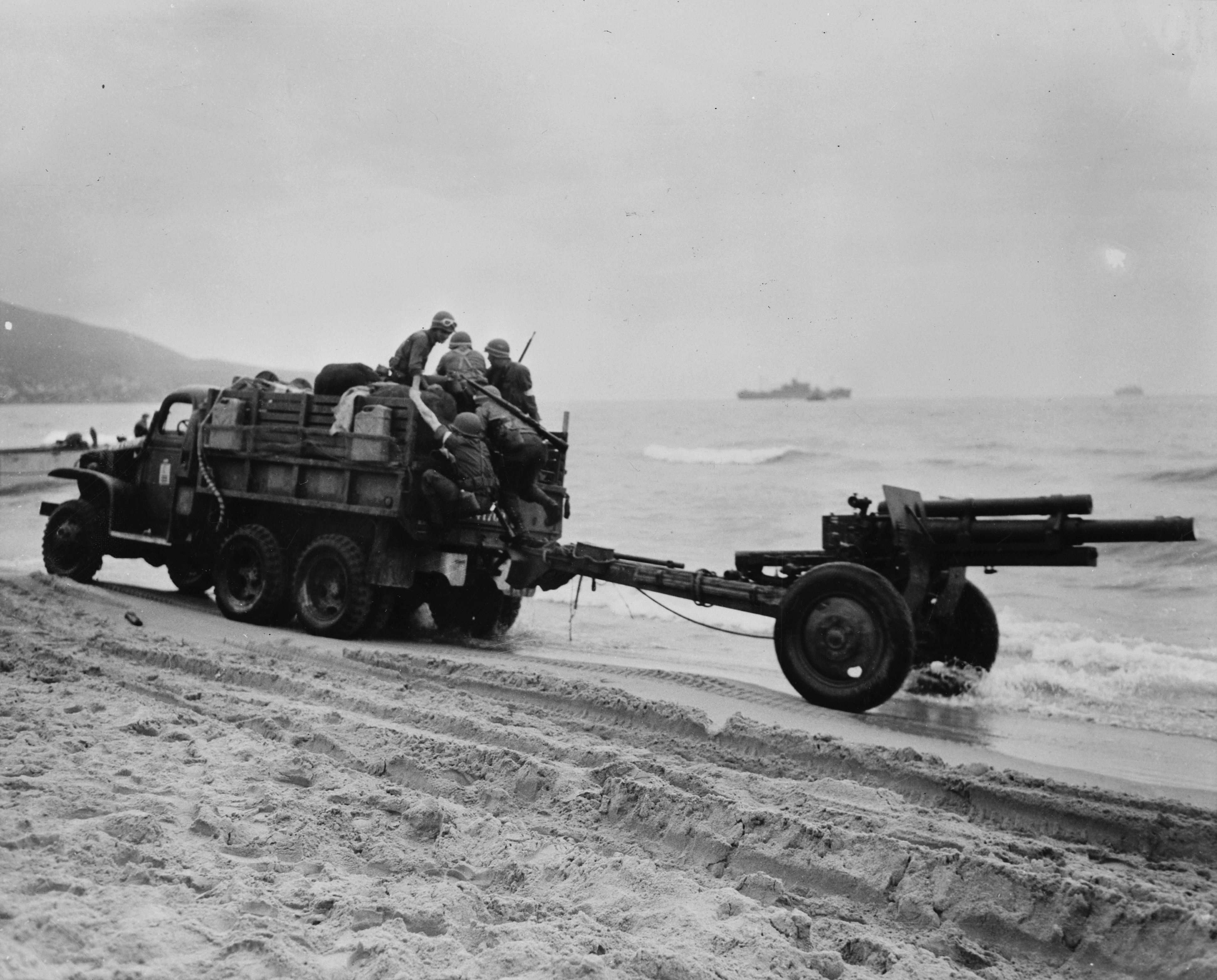
M101 als Anhängelast
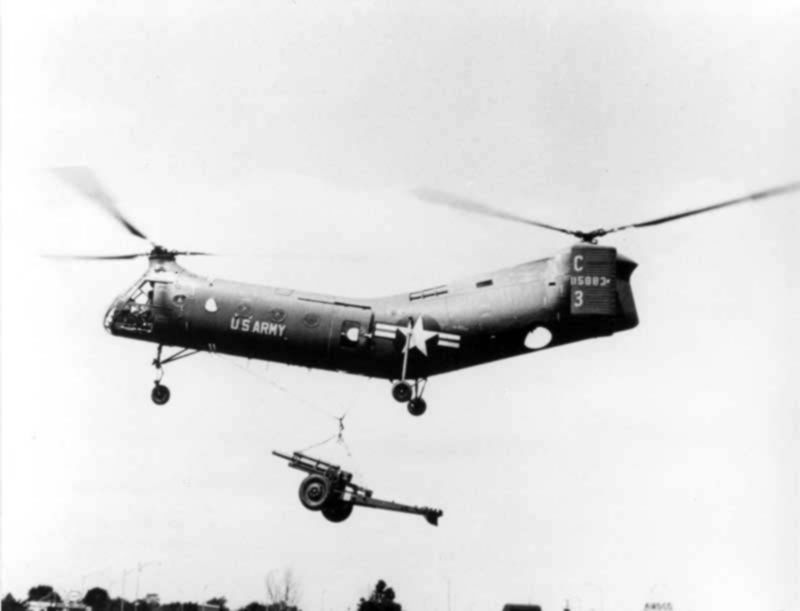
M101 als „Schlinglast“ an einem CH-21C-Shawnee
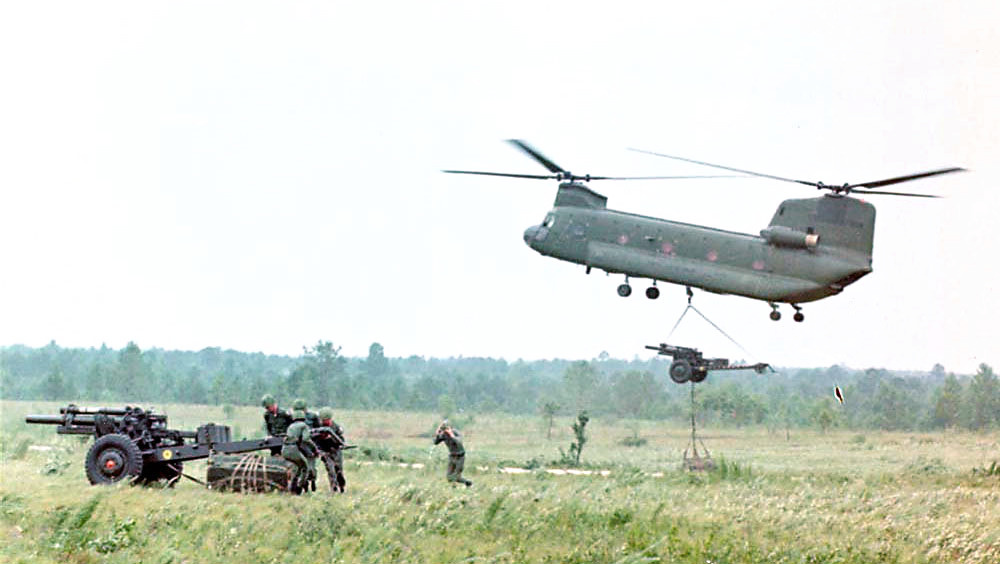
M101 als „Schlinglast“ an einem Chinook

## Einsatz
Die Haubitze war, bei der Betrachtung vergleichbarer Waffen verhältnismäßig schwer, was daran lag, dass das Rohr sehr stabil und haltbar entworfen worden war. Auch die stabile Unterlafette bescherte der Haubitze letztliche eine lange Einsatzzeit.

### 105-mm-Howitzer M2A1 on Carriage M2

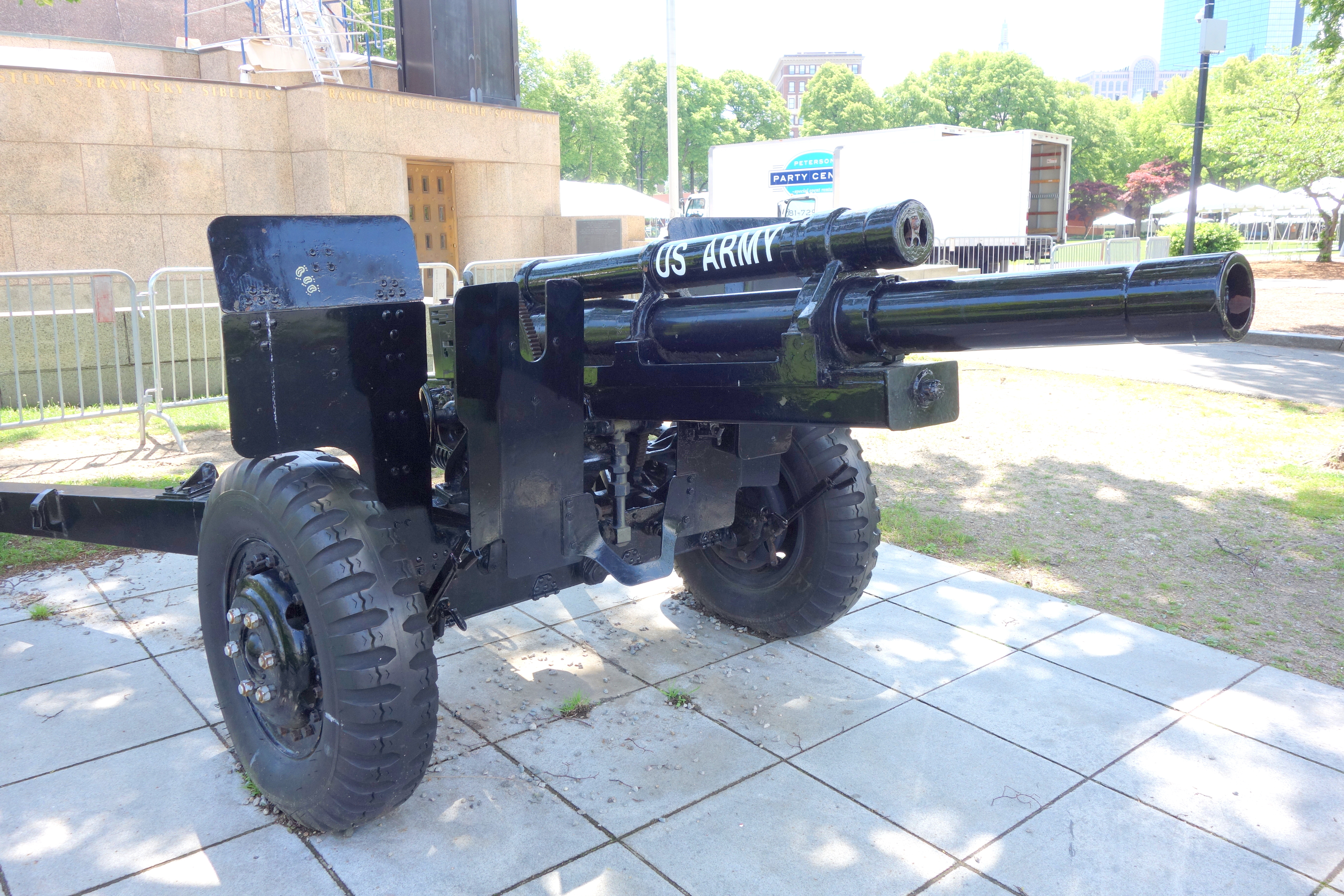
M2A1 on Carriage M2 in Boston, Charles River Esplanade

Durch ihr geringes Gewicht erwies sie sich als ideale Waffe zur Unterstützung vorrückender Truppen, da sie sehr mobil und schnell verlegbar war.
Während des Zweiten Weltkriegs diente die M2A1 an allen Fronten und wurde auch an verbündete Staaten verkauft. Bis Kriegsende sind 8.536 Stück gefertigt worden.
Der nächste Einsatz der M2A1 Howitzer begann schon kurz nach Kriegsende im ersten Indochinakrieg von 1946 bis 1954. Die französischen Streitkräfte und die reguläre vietnamesische Armee verfügten über das Geschütz. Doch auch die „Liga für die Unabhängigkeit Vietnams“ (auch Việt Minh genannt) gegen welche die Regierungskräfte kämpften, hatten aus der Volksrepublik China vierundzwanzig 105-mmm-Haubitzen dieses Typs erhalten. Diese waren ursprünglich an die national chinesischen Kräfte (Kuomintang) geliefert worden, die mit den US-Truppen in Korea kämpften. Einige nachgerüstete M2A1 Haubitzen sind noch heute im Bestand der Streitkräfte der Volksrepublik Vietnam (PAVN).
Angesichts der weiteren Konflikte nach Ende des Zweiten Weltkrieges lief die Produktion noch bis 1953 weiter, so dass insgesamt 10.200 Einheiten gebaut wurden.
Auch während des Koreakriegs wurde die Haubitze vielfach eingesetzt.

### 105-mm-Howitzer M101A1

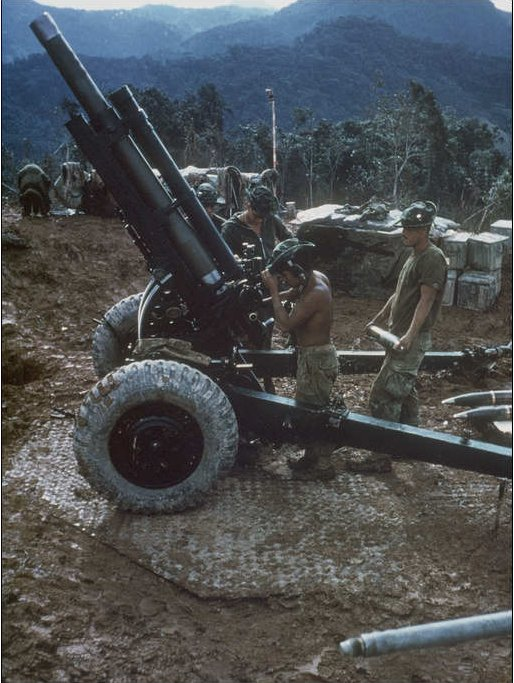
M101-Haubitze im Einsatz in Vietnam

Im Jahr 1962 änderte die US-Artillerie die Typenbezeichnungen ihrer Ausrüstung und aus der M2A1 wurde die M101A1.
In Vietnam stellte die nun als M101A1 Howitzer bezeichnete Waffe weiterhin die Standardartillerie der Einheiten. Bis sie dort von März 1966 bis 1970 teils durch die neue 105-mm-Howitzer M102 ersetzt wurde.
Die neue M102 Haubitze war seit 1964 bei den amerikanische Streitkräften eingeführt worden. Bei ihren Bedienmannschaften war die M101A1 sehr beliebt, die Einführung des neuen Geschützes stieß nicht überall auf Gegenliebe.
Bei den französischen Streitkräften wurde das als HM2 bezeichnete Geschütz während des Algerienkonfliktes eingesetzt. Auch die französische Operation Tacaud im Tschad wurde mit der HM2 unterstützt. Eine an ruandische Streitkräfte abgegebene Batterie HM2 wurde dort im ruandischen Bürgerkrieg eingesetzt.

## Varianten
Durch Änderungen an der 105-mm-Howitzer entstanden im Laufe der Einsatzzeit einige Varianten.

### 105-mm-Howitzer M3 on Carriage M3A1, M3A2
Im Rahmen der Aufstellung von Luftlandeverbänden suchte die US Army ab 1941 nach einem 105-mm-Geschütz, das in einer C-47 Dakota transportiert werden konnte. In seiner ursprünglichen Form war die 105-mm-Haubitze zu schwer. Das Rohr der M2A1 wurde gekürzt, eine spezielle Munition gefertigt und eine verbesserte Lafette der 75-mm-Howitzer M3, die Carriage M3A1, wurden zum neuen Geschütz kombiniert. Durch die Ergänzung eines Schutzschilds entstand die Carriage M3A2. Das Geschütz wurde erstmals in Nordafrika in Infanterieverbänden eingesetzt. Das Konzept ging nicht auf und danach war die M3 nur noch bei Luftlandeverbänden im Einsatz. Kurz nach dem Ende des Zweiten Weltkrieges nahm die US Army die M3 Howitzer aus dem Dienst.

### Feldhaubitze FH 105 mm M1A2 (A2) (Bw)
Die von der Bundeswehr 1956 beschafften M101A1 wurden bei Rheinmetall zur Feldhaubitze FH 105 mm M1A2 (A2) (Bw) umgerüstet. Sie erhielten ein neues Rohr, einen Flachkeilverschluss, eine Mündungsbremse, ein Rundblickfernrohr 59 und ein Splitterschutzblech. Die Schussweite stieg auf 15 km. Die Feldartilleriebataillone der Heeresbrigaden wurden mit diesem Geschütz ausgerüstet. Als Kampfsatz für Geschütze dieses Kalibers 6 Schuss festgeschrieben.
An der Artillerieschule wurde das Geschütz noch in den 1980er Jahren für die artilleristische Führerausbildung genutzt. Grundsätzlich wurde das Geschütz Anfang der 1990er Jahre aus dem aktiven Truppendienst genommen.
Der Salutzug des Wachbataillons beim Bundesministerium der Verteidigung verfügt über zehn Feldhaubitzen FH 105 mm (L). Zum Salutschießen für ausländische Staatsgäste oder andere militärische Empfänge werden je drei Mann Bedienung eingesetzt. Bei Staatsbesuchen werden maximal 21 Salutschüsse von 7 Geschützen abgegeben.

## Munition
Die M101 verwendet patronierte Munition. Diese besteht aus einer Granate mit einer aufgesteckten Kartusche aus Messing. Die Kartuschen sind entweder von Werk aus mit Kartuschbeuteln (Zonenladungen) beladen und auf die Granate aufgesteckt oder werden kurz vor dem Einsatz im Feld beladen und aufgesteckt. Verwendet werden 1 bis 7 M67-Standard-Zonenladungen. Die Streitkräfte der Vereinigten Staaten verwenden die folgenden Munition.
| Name      | Geschosstyp                        | Gewicht kompletter Schuss | Gewicht Geschoss | Füllung                         | {\displaystyle v_{0}} | Schussdistanz |
| --------- | ---------------------------------- | ------------------------- | ---------------- | ------------------------------- | --------------------- | ------------- |
| M1        | Sprenggranate                      | 18,1 kg                   | 14,9 kg          | 2,2 kg TNT                      | 472 m/s               | 11,2 km       |
| M60A1     | Rauch/-Brandgranate                | 19,8 kg                   | 14,6 kg          | Weißer Phosphor                 | 472 m/s               | 11,2 km       |
| M60 T4E1  | Geschoss für Chemische Kampfstoffe | 19,4 kg                   | unbekannt        | 1,4 kg Senfgas                  | 472 m/s               | 11,2 km       |
| M84       | Rauchgranate                       | 19,1 kg                   | 14,1 kg          | 5,6 kg Hexachlorethan           | 472 m/s               | 11,2 km       |
| M84B1     | Agitationsgranate                  | 18,0 kg                   | unbekannt        | Flugblätter                     | unbekannt             | 11,2 km       |
| M314      | Leuchtgranate                      | 21,1 kg                   | 15 kg            | 0,8 kg Magnesium/ Natriumnitrat | 472 m/s               | 11,2 km       |
| M327      | Quetschkopfgeschoss                | 15,1 kg                   | unbekannt        | 3,4 kg Composition B            | 625 m/s               | 8,5 km        |
| M360      | Geschoss für Chemische Kampfstoffe | 19,9 kg                   | unbekannt        | 0,7 kg Sarin                    | 472 m/s               | 11,2 km       |
| M413      | Cargogeschoss                      | 19,1 kg                   | unbekannt        | 18 M35-Splitter-Bomblets        | 472 m/s               | 11,2 km       |
| M444      | Cargogeschoss                      | 19,4 kg                   | unbekannt        | 18 M39-Splitter-Bomblets        | 472 m/s               | 11,2 km       |
| M546      | Schrapnellgranate                  | 17,3 kg                   | unbekannt        | 8.000 Flechettes                | 504 m/s               | 11,6 km       |
| M548 HERA | Sprenggranate mit Raketenantrieb   | 16,9 kg                   | unbekannt        | 2,3 kg Composition B            | 548 m/s               | 15,1 km       |
| M629      | Geschoss für Chemische Kampfstoffe | 19,1 kg                   | unbekannt        | 3,0 kg CS                       | 472 m/s               | 11,2 km       |
| M927 HERA | Sprenggranate mit Raketenantrieb   | 16,9 kg                   | unbekannt        | 2,6 kg TNT                      | 486 m/s               | 16,3 km       |

Neben den oben aufgeführten Geschossen sind auf dem internationalen Markt eine Vielzahl weiterer Geschosse erhältlich.

## Nutzerstaaten
Daten aus
- Argentinien – 50
- Australien – 254 (im regulären Dienst bis 1988[19], in Reserve bis ca. 2009)
- Äthiopien – 52
- Bangladesch – 50
- Belgien – 50
- Bolivien – 20
- Brasilien – 251
- Chile – 16
- Dänemark – 186
- Deutschland – 143
- Dominikanische Republik – 22
- Ecuador – 30
- Griechenland – 461
- Guatemala – 4
- Haiti – 4
- Honduras – 20
- Indonesien – 133
- Iran – 250
- Israel – 90
- Japan – 60
- Jemen – 64
- Jordanien – 30
- Jugoslawien – 450
- Kambodscha – 25
- Kanada – 231
- Kolumbien – 80
- Laos – 25
- Liberia – 8
- Libyen – 75
- Mexiko – 60
- Marokko – 30
- Myanmar – 90
- Neuseeland – 8
- Nicaragua – 12
- Niederlande – 50
- Nordmazedonien – 36
- Norwegen – 408
- Österreich – 108
- Pakistan – 300
- Portugal – 54
- Paraguay – 10
- Peru – 90
- Philippinen – 217
- Saudi-Arabien – 100
- Sudan – 18
- Südkorea – 2000
- Taiwan – 650
- Thailand – 291
- Tunesien – 10
- Türkei – 600
- Ukraine - unbekannte Anzahl seit 2022[20]
- Uruguay – 16
- Venezuela – 30
- Vietnam – 600
- Vereinigte Staaten – unbekannte Anzahl